# 长义和
长义和（日语：／ Cho Yoshikazu，1953年10月3日—），日本男子自行车运动员。他曾代表日本参加1978年亚洲运动会自行车比赛，获得一枚金牌。他也曾参加1972年和1976年夏季奥林匹克运动会。